# Gemeindehaus Odenkirchen

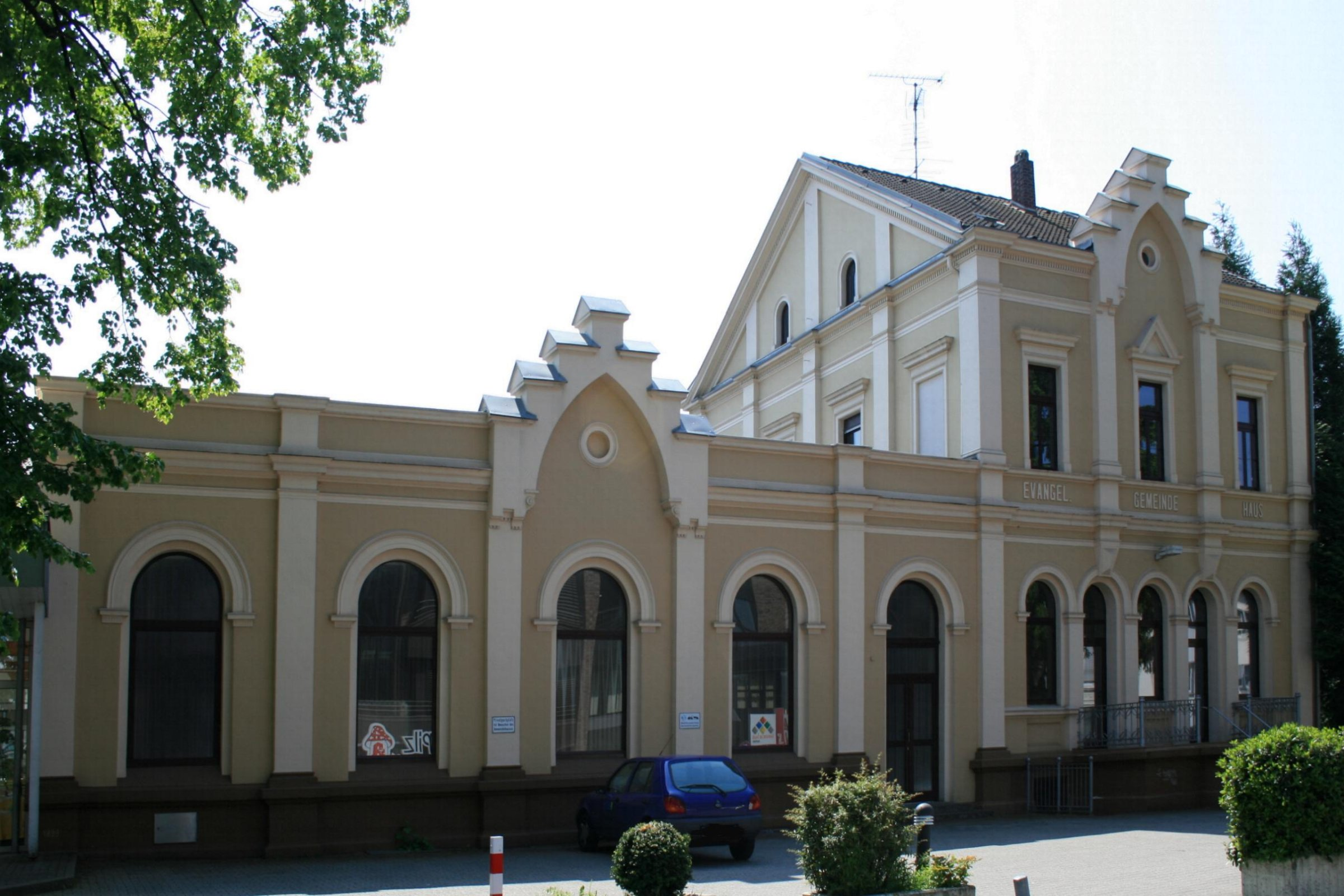
Evangelisches Gemeindehaus Odenkirchen (2010)

Das evangelische Gemeindehaus Odenkirchen steht im Stadtteil Odenkirchen in Mönchengladbach (Nordrhein-Westfalen), Pastorsgasse 9a.
Das Gebäude wurde 1900 erbaut. Es wurde unter Nr. P 011 am 7. März 1994 in die Denkmalliste der Stadt Mönchengladbach eingetragen.

## Lage
Das Gemeindehaus steht im Ortszentrum Odenkirchen unmittelbar angrenzend an das Gelände der evangelischen Kirche.

## Architektur
Es handelt sich um eine zweiteilige Hauskomposition in Form eines zweigeschossigen traufständigen Putzbaues, dem sich ein eingeschossiger, langgestreckter Flügel von gleicher Tiefe als Saalgebäude anschließt. Eine Unterschutzstellung des Gebäudes erfolgt aus architektonischen, orts- und sozialhistorischen sowie aus städtebaulichen Gründen.